# Verehrt und angespien
Verehrt und angespien (en español: Adorado y escupido) es el cuarto álbum de estudio de la banda de folk metal alemana In Extremo. Fue lanzado el 30 de agosto de 1999 a través de Mercury Records. Llegó a ocupar la casilla número 11 en las listas alemanas.

## Lista de canciones
| N.º   | Título                                          | Escritor(es)                                     | Duración |  |
| 1.    | «Merseburger Zaubersprüche»                     | In Extremo/ Texto tradicional                    | 4:27     |  |
| 2.    | «Ich kenne alles»                               | In Extremo/ François Villon                      | 3:04     |  |
| 3.    | «Herr Mannelig»                                 | In Extremo/ Texto y música tradicional           | 4:55     |  |
| 4.    | «Pavane»                                        | In Extremo/ Texto tradicional                    | 5:00     |  |
| 5.    | «Spielmannsfluch»                               | In Extremo/ Texto tradicional                    | 4:28     |  |
| 6.    | «Weiberfell»                                    | In Extremo/ François Villon                      | 4:27     |  |
| 7.    | «Miss Gorden of Gight»                          | In Extremo                                       | 2:09     |  |
| 8.    | «Werd ich am Galgen hochgezogen»                | Música tradicional / François Villon/ In Extremo | 3:47     |  |
| 9.    | «This Corrosion»                                | Andrew Eldritch                                  | 4:02     |  |
| 10.   | «Santa Maria»                                   | In Extremo/ Texto y música tradicional           | 4:27     |  |
| 11.   | «Vänner och»                                    | In Extremo/ Texto y música tradicional           | 3:57     |  |
| 12.   | «In Extremo»                                    | In Extremo                                       | 4:26     |  |
| 13.   | «Herr Mannelig (Versión acústica)» (Bonustrack) | Texto y música tradicional                       | 3:08     |  |
| 51:49 |                                                 |                                                  |          |  |

## Temas de las canciones
Herr Mannelig (o Herr Mannerlig) es una balada sueca medieval que cuenta la historia de una troll con enormes deseos de hacerse humana quien cree que casándose con el "Señor Mannelig" (Herr Mannelig) lo logrará. Le ruega que la despose y le soborna con regalos. Él la rechaza, sobre todo por no ser cristiana. Se canta con muchas melodías diferentes y se han hecho de ella muchas adaptaciones. En su versión acústica se la puede encontrar en la versión alemana del juego Gothic (videojuego).
El texto de Spielmannsfluch viene del poema Des Sängers Fluch de Ludwig Uhland. Miss Gordon de Gight es una breve pieza instrumental. El texto de Werd ich am Galgen hochgezogen es de François Villon, habla de un hereje que es condenado a morir en la horca por la Inquisición.
This Corrosion es una versión de la canción de la banda británica de Rock, Sisters of Mercy. Santa María es una canción tradicional gallego-portuguesa, basada en una de las cantigas de Alfonso X "el sabio" del siglo XII, modificada por In Extremo, habla sobre la Virgen María. Vänner och Frände también es una canción tradicional.
In Extremo estaba basada en gran parte de una balada de François Villon.

## Sencillos
En septiembre del mismo año, salieron a la venta los sencillos "This Corrosion" y "Merseburger Zaubersprüche"; en este último hay tres versiones de Herr Mannelig.